# Konrad Keilhack
Friedrich Ludwig Heinrich Konrad Keilhack, (Oschersleben, Sajonia, 16 de agosto de 1858 -  Berlín, 10 de marzo de 1944) fue un geólogo alemán.

## Biografía
Keilhack defendió en 1881 su tesis de doctorado en Filosofía en la Universidad Humboldt de Berlín. Se unió a la Geologische Landesanstalt prusiana, donde se convirtió en Landesgeolog (geólogo estatal) en 1890 y, en 1914, director del departamento y líder del trabajo de cartografía. En 1896 fue nombrado profesor asociado, y en 1900 en profesor de la Academia de Berg.
Sus investigaciones trataron casi exclusivamente de las formaciones cuaternarias del norte de Alemania. Escribió el Lehrbuch der praktischen Geologie (1896; cuarta edición de 1922) y publicó a partir de 1901 en la revista Geologisches Zentralblatt.
En 1892 fue elegido miembro de la Leopoldina, en la sección de Geología y Paleontología.
Keilhack fue el fundador del "Calendario de los Geólogos" (Geologenkalender) y del Geologische Zentralblatt (1901-1937). 
Fue presidente de la Sociedad Geológica de Alemania de 1917 a 1919.
Murió a los 86 años e nun atentado en Berlín. Está enterrado en el cementerio berlinés de Frohnau.